# Pajarico
Pajarico is een Spaanse dramafilm uit 1997 onder regie van Carlos Saura.

## Verhaal
De 9-jarige Manuel gaat op reis naar Murcia. Terwijl zijn ouders bezig zijn met hun echtscheiding, zal hij er een seizoen doorbrengen bij de familie van zijn vader. Hij maakt er kennis met zijn eerste liefde en hij zet zijn eerste stappen naar een leven als volwassene.

## Rolverdeling
| Acteur               | Personage       |
| -------------------- | --------------- |
| Francisco Rabal      | Grootvader      |
| Alejandro Martínez   | Manuel          |
| Dafne Fernández      | Fuensanta       |
| Eusebio Lázaro       | Oom Fernando    |
| Manuel Bandera       | Oom Juan        |
| Juan Luis Galiardo   | Oom Emilio      |
| Eulàlia Ramon        | Tante Margarita |
| María Luisa San José | Tante Beatriz   |
| Violeta Cela         | Tante Lola      |
| Paulina Gálvez       | Tante Marisa    |
| Eva Marciel          | Loli            |
| Israel Rodríguez     | Emilio          |
| Rafael Álvarez       | Vagebond        |
| Rebeca Fernández     | Amalia          |
| Andrea Granero       | Sofía           |